# Lucifer d'après Pollock

Lucifer d'après Pollock est une œuvre pour orchestre composée par Hugues Dufourt en 1992-2000.

## Histoire
Lucifer d'après Pollock est une commande de Radio France auprès du compositeur Hugues Dufourt. Celui-ci tire son inspiration d'une toile de 1947 exécutée par le peintre abstrait américain Jackson Pollock, intitulée Lucifer. Pour Hugues Dufourt, « Pollock nous révèle le langage de la pulsion ».
Le compositeur y travaille de 1992 à 2000. L'œuvre est créée le 3 février 2001, à la maison de Radio-France à Paris, par l'Orchestre philharmonique de Radio-France sous la direction d'Emilio Pomarico. Cette interprétation est enregistrée et commercialisée par le label Accord la même année, avec une autre œuvre de Dufourt, La Maison du sourd.
Lucifer d'après Pollock connaît un autre enregistrement en 2012, avec Voyage par-delà les fleuves et les monts, joués par l'Orchestre philharmonique du Luxembourg sous la direction de Pierre-André Valade, produit par le label Timpani.

## Effectif
1. Trois flûtes, trois hautbois (aussi un cor anglais), trois clarinettes, quatre bassons (aussi une contrebasson), quatre cors, trois trombones, un tuba, un percussionniste, seize violons, 14 violons II, douze altos, dix violoncelles, huit contrebasses

## Analyse
Le compositeur a lui-même livré l'analyse de son œuvre : 

« Lucifer d'après Pollock aborde le problème de la différenciation du matériau. Il s'agit d'un procédé symétrique et inverse de celui de l'intensification du matériau que l'on trouve dans la symphonie classique. Scherchen fait remonter le processus "d'intensification de la structure musicale" à Beethoven, qui renforce les caractéristiques d'ordre dynamique de l'orchestre et traite de l'accumulation de l'énergie. J'ai cherché à différencier les formes de l'énergie, sans compromettre la fluidité essentielle de la substance musicale. Le principe consiste à procéder par "écarts d'organisation", entendus comme irrégularités, infidélités, aberrations, phénomènes de distorsion et de dissidence. Je veux dire que l'orchestre a le comportement des systèmes auto-organisés et qu'il se caractérise par la constance d'une forme au sein d'un flux d'énergie. »